# Gonçalo Tabuaço
José Gonçalo Macedo Tabuaço, más conocido como Gonçalo Tabuaço (Oporto, Portugal,  11 de marzo de 2001), es un futbolista portugués que juega de portero en las filas del CS Maritimo  de la Segunda Liga de Portugal

## Carrera deportiva
Nacido en Oporto, Tabuaço comenzó su carrera en las categorías inferiores del Sport Canidelo desde 2010 a 2011, Vilanovense FC en 2012, FC Porto desde 2012 a 2016, Futebol Clube Paços de Ferreira desde 2016 a 2018 y en el Vitória Sport Clube desde 2018 a 2019.
En la temporada 2019-20, tras acabar su etapa de juvenil firma por el Portimonense Sporting Clube B.
En enero de 2020, el guardameta es cedido al Sport Clube Beira-Mar del Campeonato de Portugal, la cuarta liga portuguesa.
En julio de 2020, tras acabar contrato con el Portimonense Sporting Clube, firma por el Leixões Sport Club para jugar en su filial.
En julio de 2021, firma por el Club Football Estrela da Amadora de la Segunda División de Portugal, con el que logró el ascenso a la Primeira Liga.
El 9 de agosto de 2022, firma por el Belenenses Futebol SAD con el que disputó la Segunda División de Portugal 2022-23.
El 1 de julio de 2023, firma por el Club Deportivo Lugo de la Primera División RFEF por dos temporadas, más otra opcional.

### Internacional
Ha debutado con la Selección de fútbol sub-20 de Portugal.

## Clubes
| Club                             | País     | Año       |
| -------------------------------- | -------- | --------- |
| Portimonense Sporting Clube B    | Portugal | 2019-2020 |
| Sport Clube Beira-Mar            | Portugal | 2020      |
| Leixões Sport Club B             | Portugal | 2020-2021 |
| Club Football Estrela da Amadora | Portugal | 2021-2022 |
| Belenenses Futebol SAD           | Portugal | 2022-2023 |
| CD Lugo                          | España   | 2023-act. |